# هائو جونمین
هاوو جیونمین (انگلیسی: Hao Junmin؛ زادهٔ ۲۴ مارس ۱۹۸۷) یک بازیکن فوتبال اهل جمهوری خلق چین است.
از باشگاه‌هایی که در آن بازی کرده‌است می‌توان به باشگاه فوتبال تیانجین تدا و باشگاه فوتبال شاندونگ لیونگ اشاره کرد.